# 马泰·普雷洛格
马泰·普雷洛格（1980年3月13日—），斯洛文尼亚男子赛艇运动员。他曾代表斯洛文尼亚参加世界赛艇锦标赛，获得一枚银牌和一枚铜牌。他也曾参加2000年夏季奥林匹克运动会。